# Suhoi T-4
Sukhoi T-4, sau "Avionul 100", sau "Proiectul 100", sau "Sotka" a fost un avion de interceptare și recunoaștere sovietic pentru distanțe și viteze mari care nu a avansat dincolo de stadiul de prototip.